# Szerbia kultúrája
Szerbia kultúrája (szerbül: Српска култура) az ország és elsősorban a szerbek kultúrája, amely magába foglalja a jellemző művészeti, kulináris, sportéleti és társadalmi elemeket.

## Oktatási rendszer
A szerbiai oktatási rendszer három, illetve egész pontosan négy szintre oszlik: óvoda/előiskola (predškolsko), alapfokú (osnovna škola), közép- (srednja škola) és felsőfokú.
2005 (a bolognai folyamat és az átfogó oktatási reform végrehajtása) előtt Szerbia a Jugoszláv Szocialista Szövetségi Köztársaságból vezette be a rendszert. Az óvodai oktatás fakultatív volt, az alap- és középfokú oktatás pedig azonos volt.
| Szint            | Évfolyam      | Korosztály | Osztályok                      | Osztályok  |
| ---------------- | ------------- | ---------- | ------------------------------ | ---------- |
| Óvoda            | Iskola előtti | 5-6        |                                |            |
| Általános Iskola | 1. év         | 6-7        | Alsó osztályok                 | Minden     |
| Általános Iskola | 2. év         | 7-8        | Alsó osztályok                 | Minden     |
| Általános Iskola | 3. év         | 8-9        | Alsó osztályok                 | Minden     |
| Általános Iskola | 4. év         | 9-10       | Alsó osztályok                 | Minden     |
| Általános Iskola | 5. év         | 10-11      | Felső osztályok                | Minden     |
| Általános Iskola | 6. év         | 11-12      | Felső osztályok                | Minden     |
| Általános Iskola | 7. év         | 12-13      | Felső osztályok                | Minden     |
| Általános Iskola | 8. év         | 13-14      | Felső osztályok                | Minden     |
| Középiskola      | 1. év         | 14-15      | Gimnázium és 4 éves szakiskola | Szakmunkás |
| Középiskola      | 2. év         | 15-16      | Gimnázium és 4 éves szakiskola | Szakmunkás |
| Középiskola      | 3. év         | 16-17      | Gimnázium és 4 éves szakiskola | Szakmunkás |
| Középiskola      | 4. év         | 17-18      | Gimnázium és 4 éves szakiskola |            |

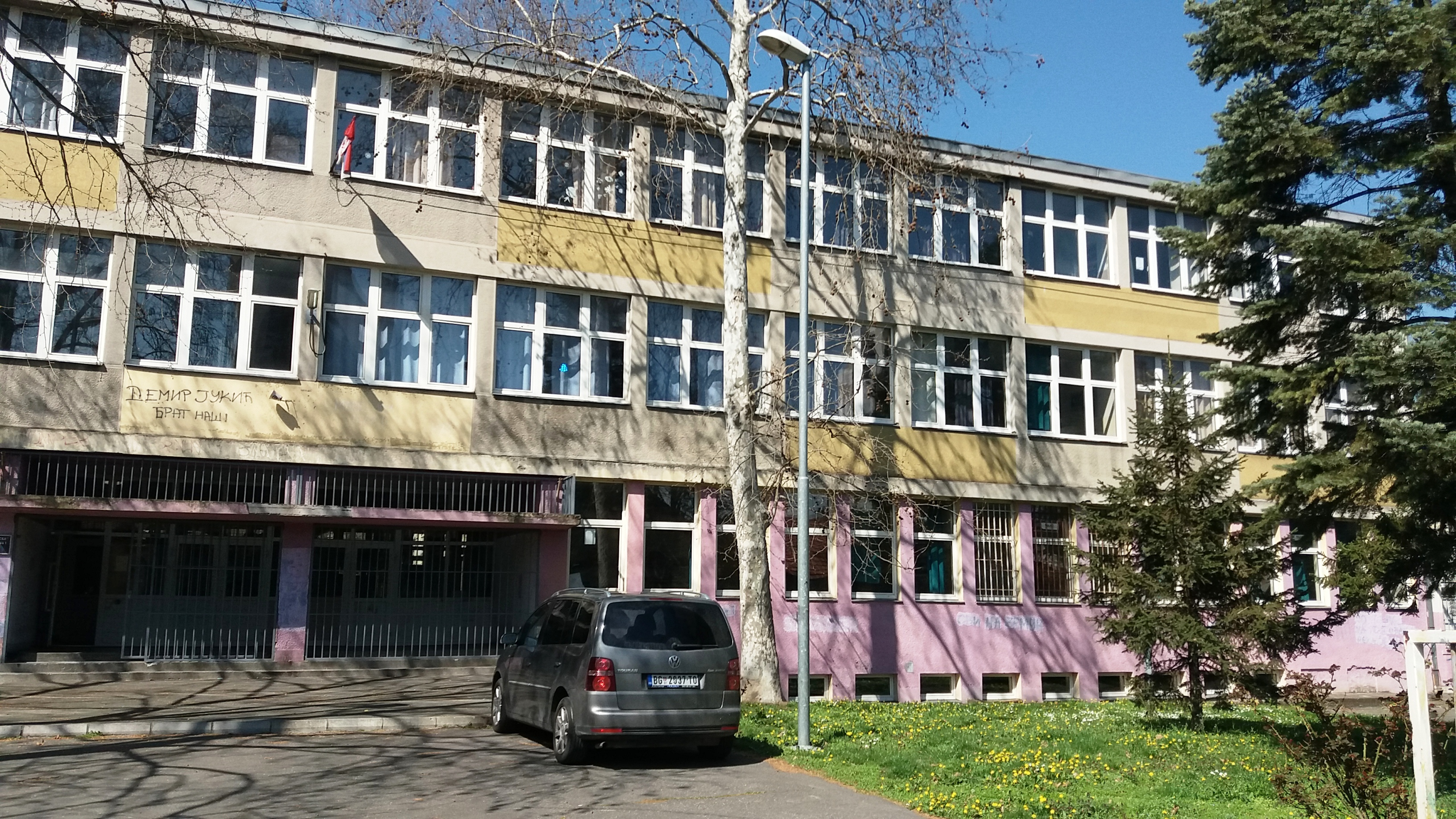
A zimonyi Szutjeszka (Сутјеска) Általános Iskola

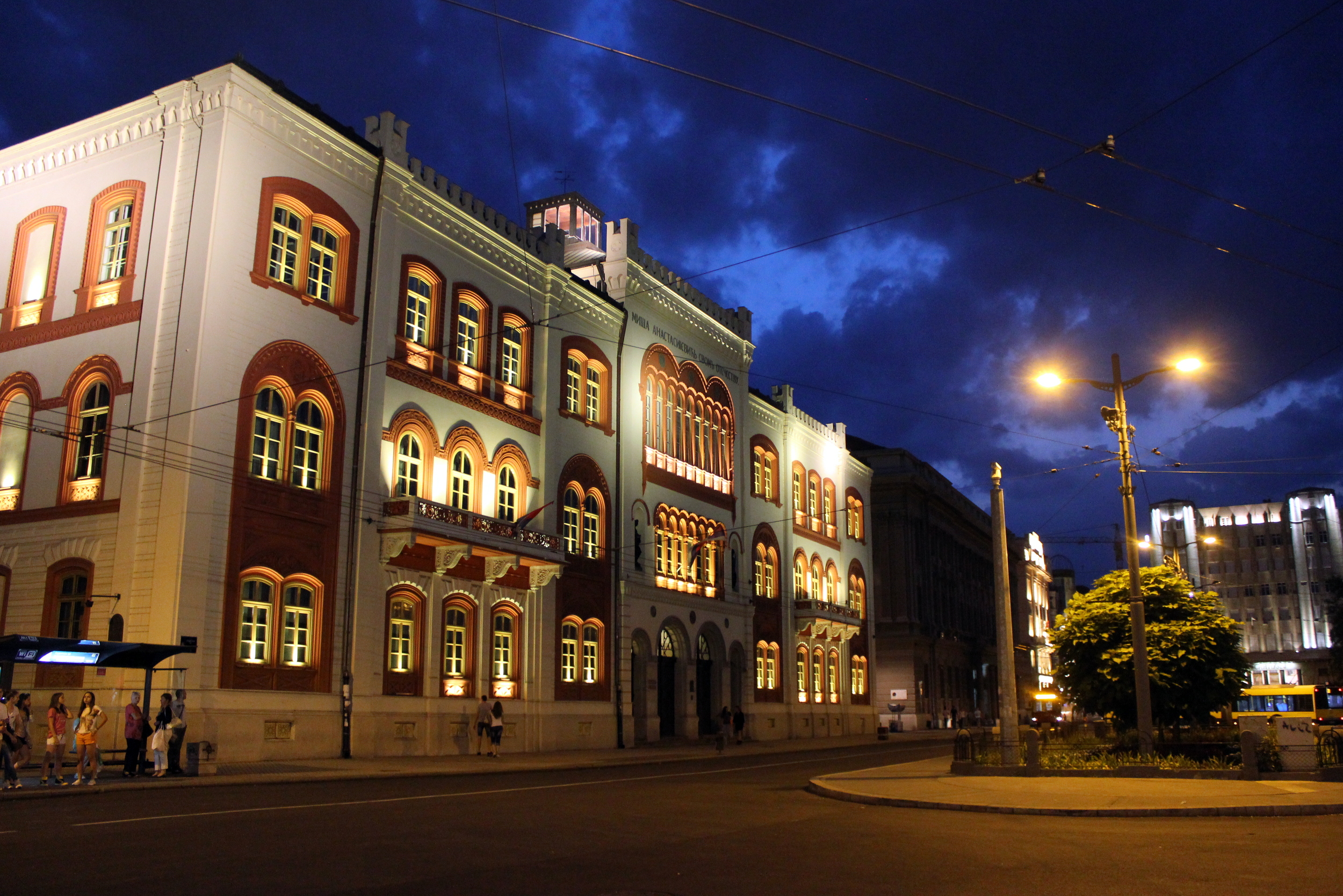
A Belgrádi Egyetem főépülete

Ma az országosan tekintélyes Belgrádi Egyetem mellett az Újvidéki Egyetem Szerbia és Délkelet-Európa egyik legjelentősebb oktatási és kutatási intézménye, valamint a vajdasági felsőoktatás zászlóshajója.

### Története
A szerb oktatás kezdete a 11. és 12. századra datálható, amikor a mai Vajdaságban, Titelben és Bácsban létesítettek iskolákat a római katolikus kolostorokban. A szerb ortodox kolostorokban is tanítottak, mint például sopoćani, sztudenicai és a peći patriarchátusban.
A középkori szerb állam bukása után az újonnan alapított iskolák között voltak szláv és latin iskolák. 1778-ban Zomborban megalakult a Norma szerb általános iskola. 1791-ben megalakult a Karlócai Gimnázium, a legrégebbi szerb gimnázium.
Az első szerb felkelés idején, 1808-ban megalakult a Belgrádi Főiskola. 1838-ban Kragujevacban megalakult a Szerb Fejedelemségi Líceum. Ezt 1841-ben Belgrádba költöztették, 1863-ban beolvadt a Belgrádi Főiskolába. Három fakultása volt: filozófiai, mérnöki és jogi. Később ebből lett a Belgrádi Egyetem (1905).
A II. világháború után az Újvidéki Egyetem (1960), Nis (1965), Pristina (1970), Podgorica (1974) és Kragujevac Egyeteme (1976) függetlenedtek a Belgrádi Egyetemtől.

## Kulturális intézmények
A 21. század elején 32 művészeti galéria és 142 múzeum működött Szerbiában.
Belgrád legjelentősebb intézményei a Szerb Nemzeti Múzeum (Народни музеј Србије), az ortodox egyházi művészetet bemutató freskógaléria, a Néprajzi Múzeum és a Ljubica hercegnő rezidenciája (Конак књегиње Љубице).
Újvidéken található a Vajdasági Múzeum (Музеј Војводине), a Matica Szrpszka Galéria (Галерија Матице Српске) és Pétervárad erődje.
1998-ban három országos könyvtárból, 689 közkönyvtárból, 143 felsőoktatási könyvtárból és 11 nem szakkönyvtárból álló könyvtári hálózat működik. Ezek közül a Szerb Nemzeti Könyvtár a legjelentősebb. Az 1997-ben alapított Project Rastko (Пројекат Растко) a szerb kultúra internetes könyvtára.

## Nemzeti szimbólumok

A szerb kereszt

- Szerb heraldika
- Szerbia zászlaja
- Szerbia címere
- Szerbia himnusza

## Művészet
Az alábbi információs doboz a szerb nép művészetére vonatkozik. A Szerbiában élő többi nép művészetéről lásd a Vajdaság, Koszovó szócikkeket.

### Építészet
Szerbia építészetének hosszú és változatos története van; viharos történelme nagy regionális sokszínűséget hozott. A főbb stílusok a szerb-bizánci  (→ bizánci művészet), azon belül a Raškai  és a Morava ; a barokk, a klasszikus és a modern építészet, a brutalista és a streamline modern.
A szerb-bizánci stílus a késő középkorban virágzó egyházi építészeti stílus volt, amely a kortárs bizánci építészet és a Raškai iskola  hatásainak ötvözésével alakult ki és egy új stílust alkotott. A 13. század végére és a 14. század egy részében a szerb birodalom kiterjedt Macedónián és Thesszálián egészen az Égei-tengerig. Ezeken az új területeken a szerb művészetet még inkább befolyásolta a bizánci művészeti hagyomány.
A gračanicai kolostor, amelyet István Milutin király 1321-ben teljesen újjáépített, a szerb építészet legszebb 14. századi emléke.
Később Szerbia az Oszmán Birodalom része lett, és az iszlám kultúra jelentősen befolyásolta a régiót az építészetben és más művészeti ágakban; az egész kultúrában.
Az újkorban a Belgrád feletti rövid ideig tartó osztrák uralom idején barokk negyed épült, térrel és számos épülettel. Azonban miután az oszmán-törökök visszafoglalták a várost, minden barokk épületet leromboltak.
A 19. század a szerb nacionalizmus fejlődésének időszaka volt, amely a nemzeti romantika elképzeléseinek megfelelően az építészetben is "nemzeti stílust" kívánt kialakítani . A historizmus tágabb irányzatán belül a neoklasszikus építészettel párhuzamosan Szerbiában különösen a bizánci újjászületés építészeti stílusa fejlődött ki. Más típusú historizmusoknak kevésbé volt hatása Szerbiában, bár van néhány példa a gótikus újjászületésre, mint például az 1904-ből származó, Óléc (Sztari Lec) közeli Kapetanovo-kastély.
A szecessziós és a bécsi szecessziós stílus a 20. század fordulóján virágzott az ország északi részén, amikor a Vajdaság még a Habsburgok alatt a magyar királyság része volt. Szabadka és Zrenjanin ad otthont a korszak különösen figyelemre méltó épületeinek.
A jugoszláv építészet a 20. század első évtizedeiben jelent meg az államalapítás előtt (1918). A jugoszláv építészetet egyre inkább az egységes állami identitás megteremtésére törekvő, egyre koncentráltabb állami hatalom diktálta.
Az 1920-as évektől kezdődően a jugoszláv építészek az építészeti modernizmust szorgalmazták. A volt jugoszláv városok közül Belgrádban található meg a modernista építmények legnagyobb koncentrációja. A Dragiša Brašovan által tervezett belgrádi Légierő Parancsnokság épülete a város egyik legnagyobb, két világháború közötti modernista épülete.
A II. világháború után Jugoszlávia rövid kapcsolata a kommunista keleti blokkkal a szocialista realizmus rövid időszakát nyitotta meg. A kommunista modellen belüli központosítás a magán építészeti gyakorlatok felszámolásához és a szakma állami ellenőrzéséhez vezetett. Ebben az időszakban a kormányzó Kommunista Párt a modernizmust „polgári formalizmusként” ítélte el. A szocrál építészet Josip Broz Tito 1948-as, Sztálinnal való szakításával hirtelen véget ért. A következő években a nemzet egyre inkább Nyugat felé fordult, visszatérve a háború előtti jugoszláv építészetet jellemző modernizmushoz. A visszatérést a modernizmushoz talán legjobban Vjenceslav Richter  1958-as Jugoszlávia pavilonja mutatja be az Expo 58 világkiállításon. Számos szerb építész épített jelentős modernista épületeket Afrikában és a Közel-Keleten. Mihajlo Mitrović  építész egyike volt a korszak számos jelentős alkotójának. Leginkább a modernista és brutalista épületeiről ismert, mint például a Genex-torony.

### Zene és tánc
Szerbiában nagy hagyománya van a folklórnak és a nemzeti zenének. Számos néptánccsoport és zenekar működik az országban. A délszláv folklórra, így a szerb folklórra is jellemző a kóló, vagyis körtánc. A két legismertebb kóló a Moravac és az Užičko kolo.
A 20. század előtt jellemzően a guszle és a furulya volt elterjedve, a mai Vajdaságban inkább a duda és a tambura. Később ill. manapság a fő hangszer a harmonika. Közép-Szerbiára jellemző még a rézfúvós hangszerek. Gučán minden évben rézfúvós fesztivált szerveznek. A legismertebb előadó Boban Marković.
Az Oszmán Birodalom részeként Szerbia hosszú évszázadokon át a szultánt szolgálta. Ez idő tájt az egész Balkánon a török zene terjedt el ill. annak hatása jelentősen érzékelhető a népzenében.
A 20. században Szerbiába is elterjedt a külföldi stílusok sokasága: pop, dance, blues, stb. Egy sajátságos zenei stílus is kialakult az országban a turbofolk. Ez a dance és a szerb népzene keveredése következtében jött létre. Jellemző előadók: Lepa Brena, Željko Joksimović, Dragana Mirković, Svetlana Ražnatović-Ceca, Stoja.
Az 1960-as évek óta jelennek meg a nyugati mintájú zenekarok: Riblja čorba, Bajaga i Instruktori.
A 2007-es Eurovíziós Dalfesztiválon Marija Šerifović a Molitva című dalával elnyerte az első helyet.
A legismertebb szerb zeneszerző, egyben népdalgyűjtő Stevan Mokranjac  (1856–1914). Ő alapította az első szerb zeneiskolát.
Ismert zeneszerzők még Kornelije Stanković, Stevan Hristić, Stanislav Binički; a könnyűzene-népzene-filmzene terén pedig a világhírű Goran Bregović.

## Gasztronómia

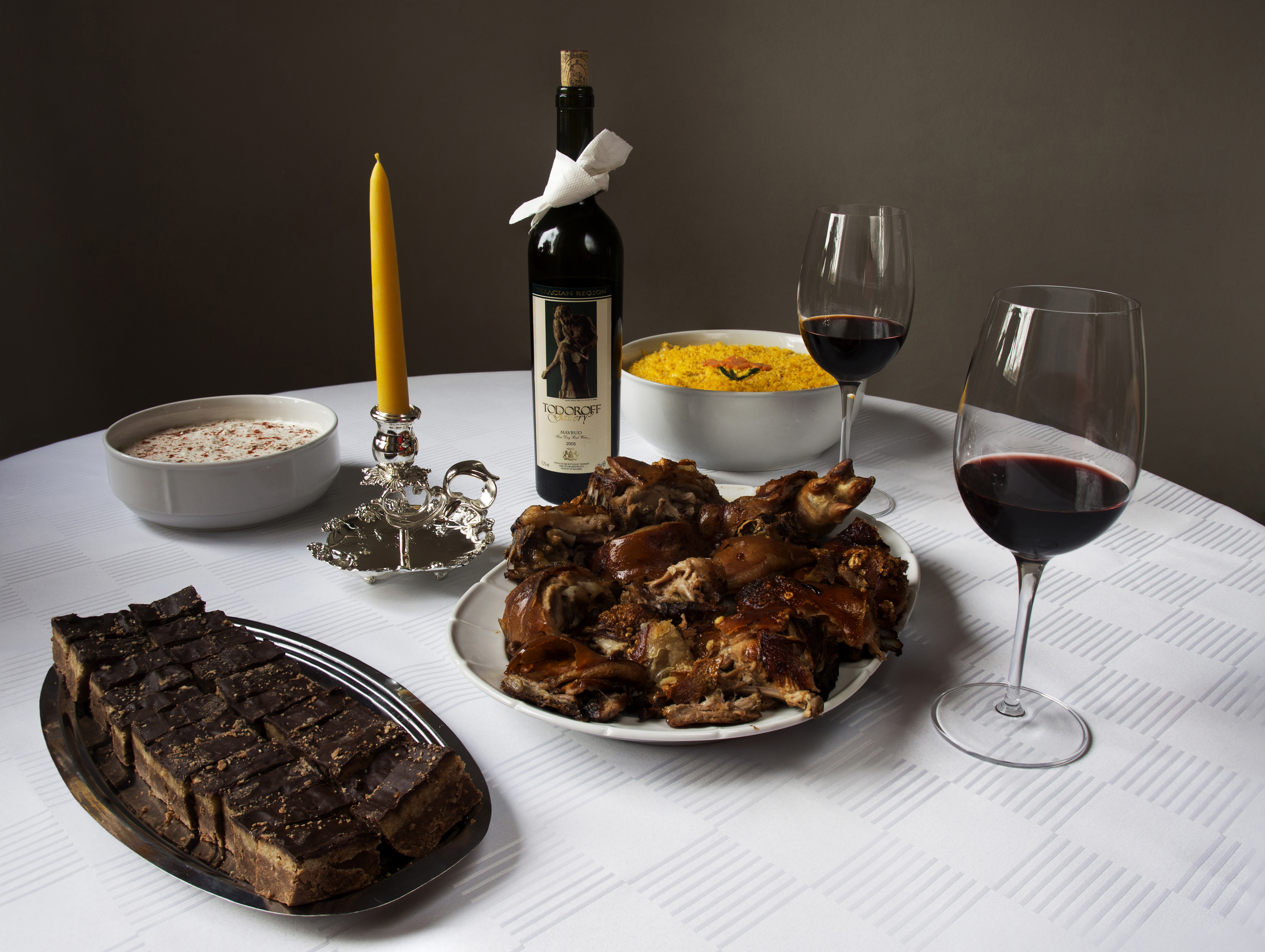
Karácsonyi teríték: grillezett sertéshús, saláta, dzadzíki, bajadera és vörösbor

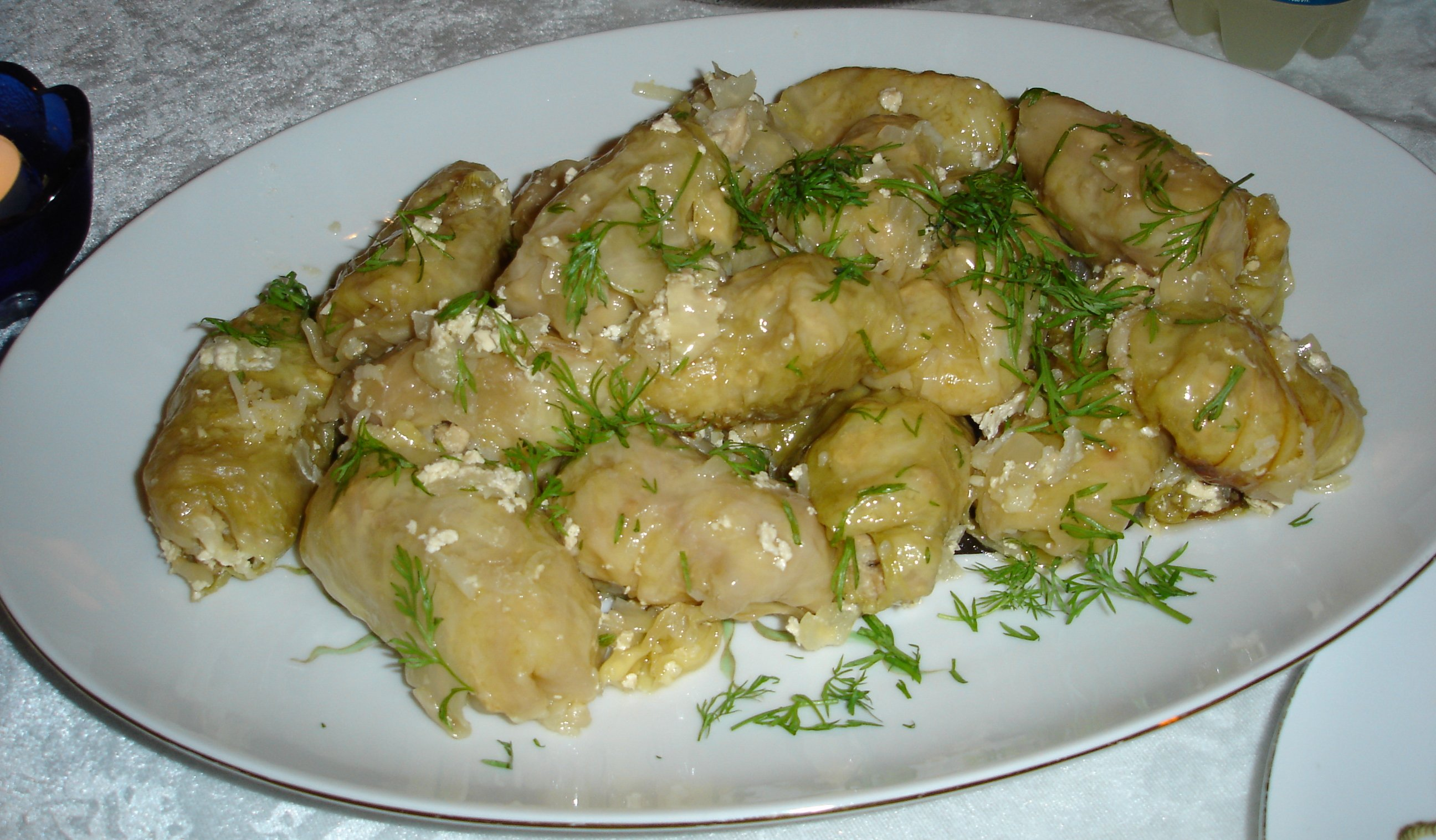
Szarma

Szerbiában a legtöbb ember naponta háromszor étkezik, és ebből az ebéd a legkiadósabb és legfontosabb étkezés. Az emberek régen csak ebédet és vacsorát ettek, a reggelit a 19. század második felében vezették be.
Jellemző ételek:
- a burek – töltött tésztaféle,
- a muszaka,
- a popara,
- a csevapi (ćevapčići) – darált, grillezett hústekercs, jellemzően marha- és bárányhús [16]
- a szarma – töltött szőlőlevél,
- a pilav – rizseshús,
- a szerb saláta,
- a paszul (пасуљ) – bableves.

Széles körben fogyasztják a sört. A legnépszerűbb márkák a Jelen Pivo és a Lav Pivo.
A rakija  (egyfajta gyümölcspárlat) elterjedt; ez Szerbia nemzeti itala, és más mediterrán országokban is elterjedt. A hazai bor is népszerű. A török kávét (domaća vagy szrpszka kafa néven) is széles körben fogyasztják.

## Hagyományok

### Nevek
A legtöbb nyugati kultúrához hasonlóan a gyermek egy keresztnevet kap, amelyet a szülei választanak. A keresztnév az első, a vezetéknév pedig a második, például "Željko Popović", ahol a "Željko" egy keresztnév, a "Popović" pedig egy családnév. A női nevek általában -a vagy -ica karakterrel végződnek.
A népszerű nevek többnyire szerb (szláv), keresztény (bibliai), görög és latin eredetűek. Néhány példa:
- Szerb: Dragana, Dušan, Milan, Milica, Miloš, Nemanja, Uroš, Vuk
- Görög: Aleksandar, Anastasija, Anđela, Đorđe, Jelena, Katarina, Nikola, Stefan
- Keresztény: Ana, Lazar, Luka, Jovan vagy Ivan, Marija, Marko, Matija, Mihajlo, Pavle, Petar
- Latin: Antonije, Roman, Srđan, Valentina

### Három ujjas köszöntés

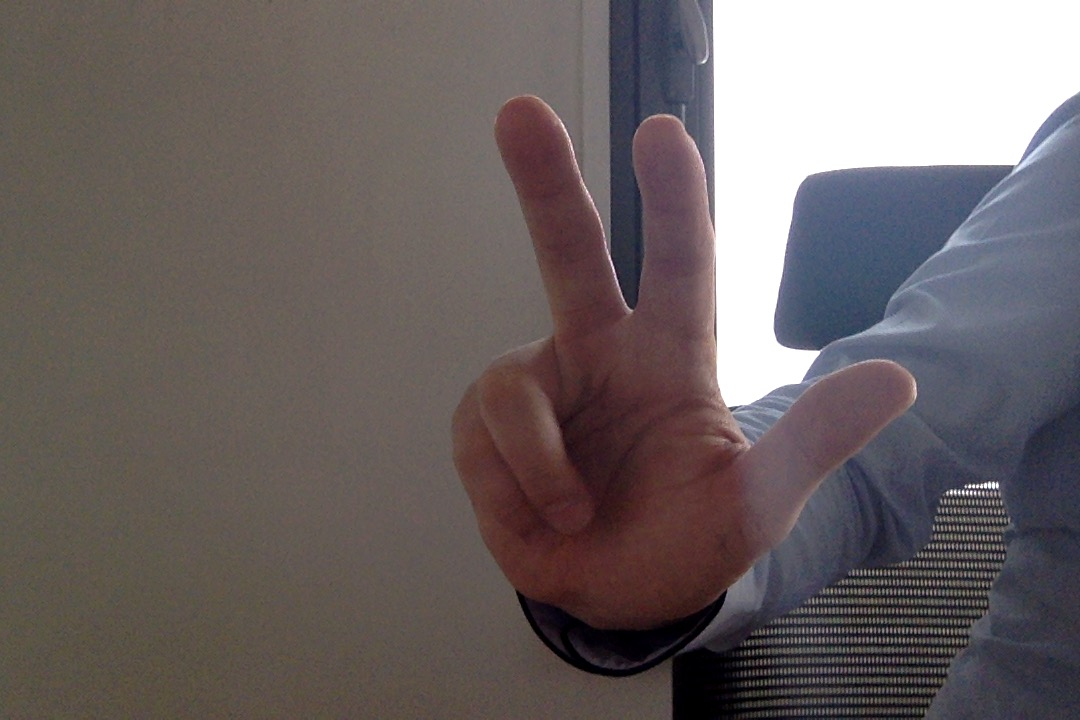
három ujjas köszöntés

A három ujjas köszöntést  (поздрав са три прста) a szerbek széles körben használják a nemzeti büszkeség kifejezéseként. Leggyakrabban jobb kézzel, hüvely-, mutató- és középső ujjal mutatják. Eredetileg a Szentháromságot kifejező köszöntés volt, ma már szerb nemzeti köszöntésnek számít. Gyakori a szerb nacionalisták, a sportolók és politikusok körében.

### Szláva
A szlávok és az ortodox keresztények közül csak a szerbeknél van a szláva  szokás. Minden családnak van egy védőszentje, akit ünnepnapján tisztel. A család védőszentje apáról fiúra száll, és csak a férfiak hajthatják végre a szláva szertartásait. Házasságkötéskor a nők jellemzően örökbe fogadják házastársuk védőszentjét, bár nem ritka, hogy továbbra is megünneplik anyacsaládjuk szentjét (ebben az esetben a másodlagos szentet preszláva néven ismerik).
A védőszent napján a közeli barátok és családtagok rituális lakomára gyűlnek össze. Bár a szertartás a szentek tiszteletére szolgál, a család célja az ünneplés mögött „az élők egészsége” és „általános megemlékezés az elhunyt családtagok lelkére”.

## Vallás

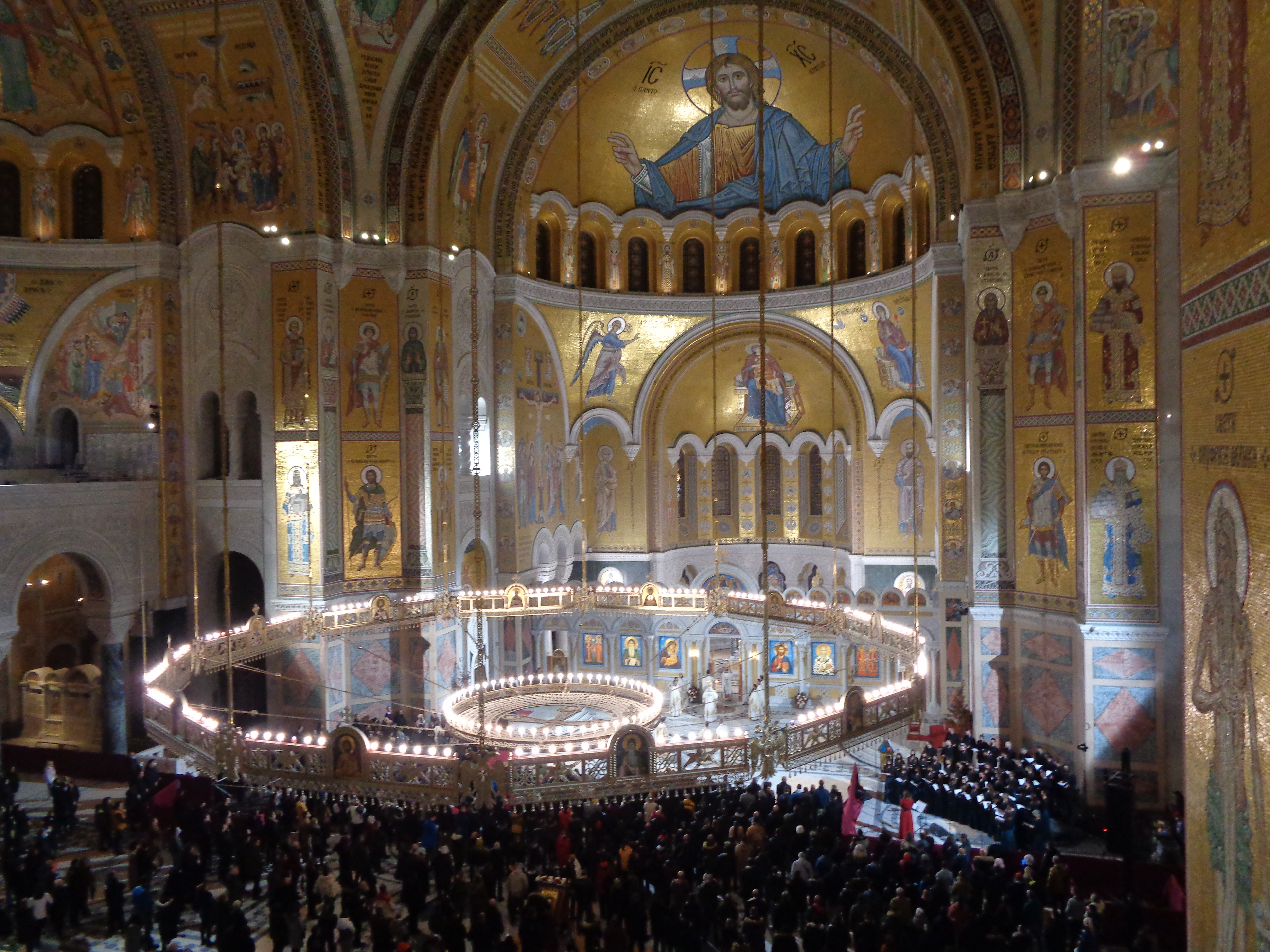
A belgrádi Szent Száva-templom belseje. Az építmény egyike a világ legnagyobb ortodox templomainak

### Története
A délszlávok áttérése a szláv pogányságról a kereszténységre a 7. század elején kezdődött, jóval a nagy egyházszakadás előtt, a görögkeleti és a római katolikus egyház szétválása előtt. A szerbeket először Hérakleiosz (610–641) uralkodása alatt térítették kereszténnyé. Az ortodox misszionáriusok, Cirill és Metód a 9. században, I. Baszileiosz uralkodása alatt térítették őket át teljesen, miután Szerbia hercege, Mutimir elismerte a Bizánci Birodalom felsőbbségét.
A skizma után a bizánci befolyási övezetben élők ortodoxokká váltak; azok, akik a római befolyás alatt éltek, katolikusokká váltak. Stefan Nemanjić uralkodása alatt (1169–1196) a szerb fejedelemségek királysággá egyesültek, és számos templomot és kolostort építettek a területen, köztük a máig megmaradt Sztudenica-kolostort is. Nemanjić legkisebb fia, a szentté avatott Száva befolyásos szerzetes volt, aki az önálló szerb ortodox egyház megalapítója és az első független szerb érsek lett.
Az Oszmán Birodalom hódításával a szerbek egy csoportja áttért az iszlámra.
A szerb ortodox egyház a keleti ortodox kereszténység legnyugatibb bástyája volt Európában, amely történelmi sorsát a katolicizmussal és az iszlámmal való érintkezés alakította.
A 2011-es szerbiai népszámlálás alapján 6,1 millióan (84,6%) vallották magukat ortodox kereszténynek, öt százalék római katolikusnak, három százalék muszlimnak és egy százalék protestánsnak.

### Julián-naptár
A szerb ortodox egyház a hagyományos Julián naptárt használja, így például karácsony napja január 7-re esik; ez az a nap, amikor a szerbek ünneplik a karácsonyt.